# Jorge Pérez
Jorge Antonio Pérez Castro (14 de outubro de 1951) é um ex-ciclista olímpico cubano. Representou sua nação nos Jogos Olímpicos de Verão de 1976, na prova de corrida individual em estrada.